# Ruminantiamorpha
Ruminantiamorpha – klad ssaków parzystokopytnych grupujący przeżuwacze i gatunki bliżej spokrewnione z nimi, niż z resztą współczesnych ssaków.

## Tradycyjna systematyka
Tradycyjna systematyka ssaków, na której opiera się również Polskie Nazewnictwo Ssaków Świata, wyróżnia w grupie kopytnych jako odrębny rząd walenie, który dzieli na podrzędy fiszbinowców i zębowców. Jako trzeci podrząd wymieniane są prawalenie, wymarłe formy nie tworzące kladu. Do fiszbinowców zaliczano rodziny walowatych, płetwalowatych, pływaczowatych i walenikowatych, do zębowców natomiast delfinowate, narwalowate, morświnowate, kogiowate, kaszalotowate, suzowate, iniowate i zyfiowate. Prawalenie obejmują Pakicetidae, Ambulocetidae, Remingtonocetidae, Protocetidae i bazylozaury, niekiedy także Kekenodontidae.
Odrębny od waleni rząd stanowią wedle tego ujęcia parzystokopytne. Również dzieli się je na podrzędy. Pierwszy z nich to świniokształtne, do których zaliczają się świniowate, pekariowate i hipopotamowate. Następny podrząd wielbłądokształtnych tworzy rodzina wielbłądowatych. Trzeci podrząd to właśnie przeżuwacze. Zaliczają się do nich kanczylowate, piżmowcowate, jeleniowate, widłorogowate, żyrafowate, wołowate, ponadto zaś rodziny wymarłe.

## Nowe wyniki badań
Impulsem do zmiany powyżej zaprezentowanych poglądów były badania nad pochodzeniem waleni. Wiedziano, że pochodzić muszą od jakichś ssaków żyjących na lądzie, które wtórnie przystosowały się do środowiska morskiego i wykształciły cechy typowe dla zwierząt wodnych w procesie konwergencji. Szukając ich pokrewieństw z rozmaitymi ssakami lądowymi, przeprowadzono badania genetyczne wskazujące na bliskie związki waleni z parzystokopytnymi – odkryto, że walenie i przeżuwacze są sobie wzajemnie bliższe, niż walenie świniowatym bądź przeżuwacze świniowatym – i hipopotamowatymi.

## Nowe taksony

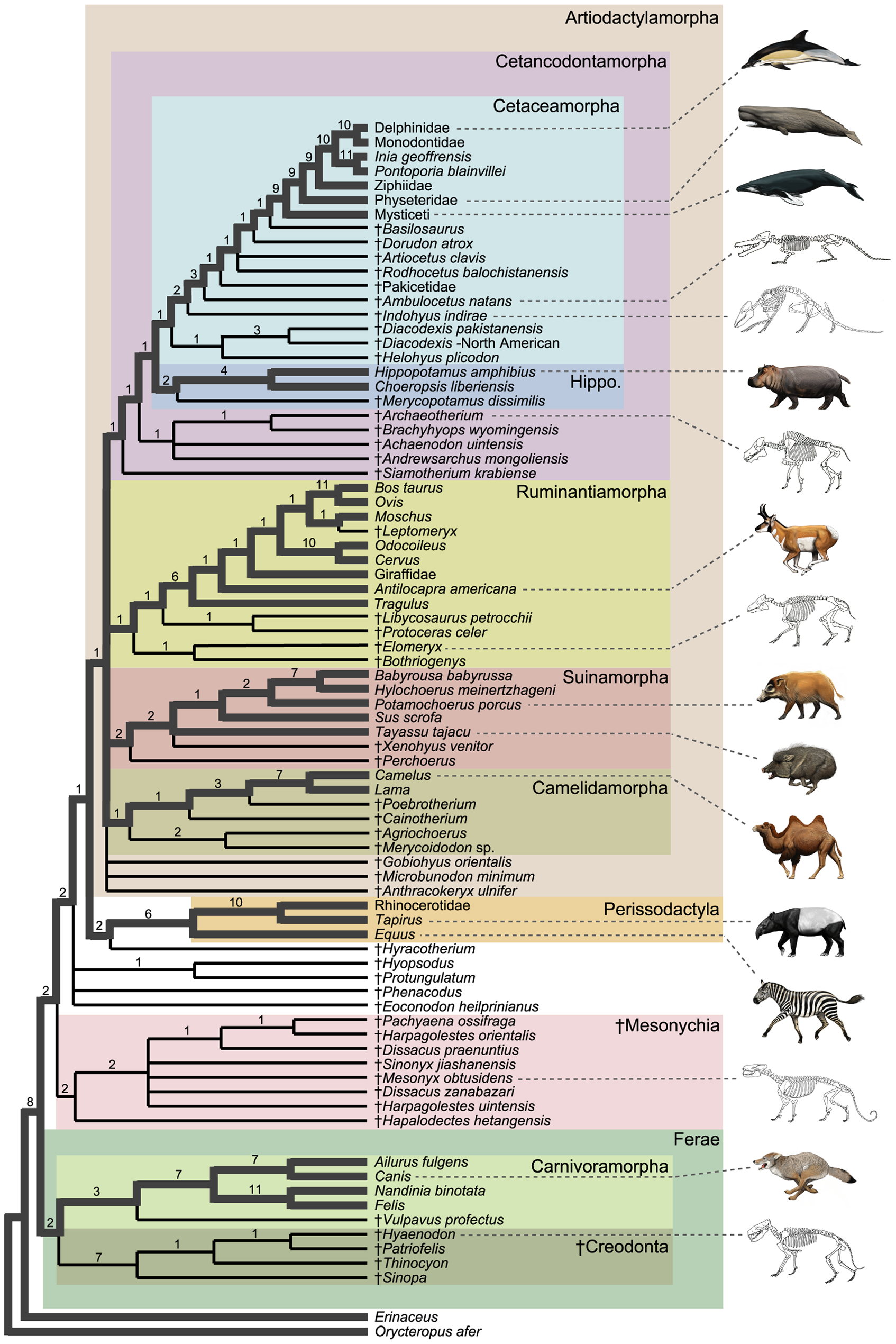
Kladogram (na podstawie Spaulding, O’Leary, Gatesy, 2009)

Odkrycia te doprowadziły do istotnych zmian w systematyce. Walenie i hipopotamy połączono w grupę Whippomorpha (bądź Cetancodonta), definiowaną jako klad typu node, odpowiadający mu klad typu stem obejmujący prócz nich wszystkie taksony bliżej spokrewnione z Whippomorpha niż z innymi współczesnymi ssakami nazwano Cetancodontamorpha. Praca Waddela i współpracowników połączyła nazwane przez siebie Whippomorpha z przeżuwaczami, czyli Ruminanatia, w większy klad Cetruminantia. Michelle Spaulding, Maureen A. O'Leary i John Gatesy dokonali kolejnych modyfikacji w 2009. Pozostawili takson Ruminantia z definicją najwęższego kladu obejmującego bydło domowe (Bos taurus) i kanczyla okazałego (Tragulus napu). Temu kladowi typu node, podobnie jak Cetancodontamorpha w przypadku Whippomorpha/Cetancodonta, towarzyszyć miał klad typu stem, Ruminantiomorpha. Zdefiniowali go jako klad zawierający przeżuwacze i wszystkie inne taksony bliższe przeżuwaczom, niż jakimkolwiek innym żyjącym obecnie gatunkom. Jak u Waddela i innych, klad ten wchodzi w skład Cetruminantia, ale także Cetruminantiamorpha, w końcu zaś Artiodactyla i analogicznie Artiodactylamorpha (parzystokopytne wraz z taksonami bliższymi parzystokopytnymi, niż innym współczesnym ssakom).
Systematyka ssaków wedle Spaulding i współpracowników wyróżnia wśród Artiodactylamorpha 4 wielkie klady. Jednym z nich jest właśnie Ruminantiamorpha. Pozostałe to Suinamorpha, Camelidamorpha i Cetancodontamoprha (obejmujące walenie).
Tak zdefiniowane Ruminantiamorpha obejmują, jak piszą Michelle Sapulding i współpracownicy, między innymi taksony klasycznie uznawane za przeżuwaczy. W swej pracy uwzględniono przedstawicieli wołowatych i bliskich im piżmowcowatych, tworzących klad, w stosunku do którego kolejnymi grupami zewnętrznymi byliby przedstawiciele jeleniowatych, żyrafowatych, widłorogowatych, w końcu zaś kanczylowatych, zamykając klad przeżuwaczy. Różnica między Ruminantia a Ruminantiamorha bazuje na blisko spokrewnionymi z przeżuwaczami taksonach włączonych do Ruminantiamorpha. Spaulding et al. wymieniają 3 rodzaje zaliczane wcześniej do antrakoteriów: Bothriogenys, Libycosaurus, Elomeryx oraz jednego przedstawiciela Protoceratidae Protoceras.